# Tipula indiscreta
Tipula indiscreta là một loài ruồi trong họ Ruồi hạc (Tipulidae). Chúng phân bố ở vùng Indomalaya.